# Sony Ericsson W205
El Sony Ericsson W205 es un teléfono celular económico de la línea Walkman, un móvil slider con banda dual GSM con una pantalla de 65k colores, cámara de 1.3 megapixels, Bluetooth, ranura de memoria Memory Stick Micro (M2), Reproductor de música y radio FM con antena integrada.

## Características

### General
- Red GSM/GPRS 850/1900
- Memoria Interna 5MB
- Memory Stick M2 hasta 2GB
- Tiempo de reproducción de música: 13 horas 30 min
- Pantalla de 128x160 píxeles
- TFT de 65.536 colores
- Peso: 96 g
- Tamaño 92×47×16,4 mm (3,6×1,9×0,6 pulgadas)
- Colores: Ambient Black, Creamy White, Sakura Pink, Windy Blue
- Alta velocidad de descarga

### Cámara
- VGA (640×480) y 1.3 Megapíxeles (1280×1024) Máximo
- Zoom hasta 2×
- Grabador de vídeo

### Entretenimiento
- Walkman™ Player
- Reconocimiento de música TrackID™
- Reproductor de Vídeo MP4 y 3GP

## Contenido de la caja
- Teléfono W205
- Auriculares
- Manuales de usuario y CD-ROM
- Batería
- Cargador